# Municipio de Russell Springs
El municipio de Russell Springs (en inglés: Russell Springs Township) es un municipio ubicado en el condado de Logan en el estado estadounidense de Kansas. En el año 2010 tenía una población de 50 habitantes y una densidad poblacional de 0,18 personas por km².

## Geografía
El municipio de Russell Springs se encuentra ubicado en las coordenadas 38°52′13″N 101°15′40″O / 38.87028, -101.26111. Según la Oficina del Censo de los Estados Unidos, el municipio tiene una superficie total de 278.82 km², de la cual 278,75 km² corresponden a tierra firme y (0,03 %) 0,07 km² es agua.

## Demografía
Según el censo de 2010, había 50 personas residiendo en el municipio de Russell Springs. La densidad de población era de 0,18 hab./km². De los 50 habitantes, el municipio de Russell Springs estaba compuesto por el 82 % blancos, el 16 % eran de otras razas y el 2 % eran de una mezcla de razas. Del total de la población el 16 % eran hispanos o latinos de cualquier raza.